# Björntjärnen (Bollnäs socken, Hälsingland)
Björntjärnen är en sjö i Bollnäs kommun i Hälsingland och ingår i Testeboåns huvudavrinningsområde.